# Quernbiter
Quernbiter – według mitologii nordyckiej miecz zdolny przeciąć na pół kamień młyński. Do Quernbiterów należał między innymi Tyrfing, broń wykuta przez krasnoludy dla wnuka Odyna.